# سیابخش نصیری زیبا
سیابخش نصیری‌زیبا (۱۳۱۴ – ۳ مرداد ۱۳۹۲) یکی از فرماندهان نیروی زمینی ارتش جمهوری اسلامی ایران در جنگ ایران و عراق بود.

## دوران زندگی
نصیری‌زیبا در سال ۱۳۱۴ در آستارا متولد شد و پس از طی دوران تحصیل ابتدایی و دبیرستان، به ارتش پیوست. او پس از طی دورهٔ مقدماتی پیاده، به هنگ هفتم لشکر ۳ پیاده تبریز اختصاص یافت و در سال ۱۳۵۴ دورهٔ عالی پیاده در شیراز را طی یک سال به پایان رساند. وی در ابتدای جنگ ایران و عراق به قرارگاه غرب اعزام شد و پس از یک سال به دستور فرمانده نیروی زمینی ارتش علی صیاد شیرازی، به لشکر ۷۷ پیاده خراسان منتقل شد و در این دوران، فرماندهی گردان ۱۶۳ و سپس تیپ ۱ بجنورد را برعهده داشت. نصیری‌زیبا در سال ۱۳۶۲ به منظور گذراندن دورهٔ فرماندهی و ستاد به تهران اعزام شد و پس از پایان دوره، دوباره به لشکر ۷۷ بازگشته و فرماندهی تیپ ۲ را برعهده گرفت. پس از این، وی از سوی صیاد شیرازی به فرماندهی تیپ ۴۰ پیاده مستقل سراب منصوب شد که فرماندهی او ۴۴ ماه به طول انجامید.
تدابیر ویژه و ابتکارهای نظامی نصیری‌زیبا در فرماندهی عملیات نصر ۲، نقش مؤثری در موفقیت عملیات داشت و منجر به آزادسازی بخش باقیمانده از ارتفاعات میمک شد. به دلیل اهمیت راهبردی منطقه مذکور، عراق با تحمل ۲٬۵۰۰ کشته، ۱۲٬۰۰۰ زخمی و ۱۰۲ اسیر توانست بخشی از میمک را دوباره تصرف کند. نصیری‌زیبا برای بازپس‌گیری مناطق اشغالی، عملیات نصر ۶ را طی ۱۳ روز به پایان رساند و پس از تحت اختیار گرفتن تمام ارتفاعات، حدود ۱۵٬۰۰۰ کشته و زخمی به ارتش عراق تلفات وارد کرده و هر ۴۲ آفند عراق را ناکام گذاشت. او در این عملیات‌ها دچار جراحت شده و بر اثر مقاومت در محاصره، ۷۰٪ کلیه‌های خود را از دست داد.
سرانجام نصیری‌زیبا در اوایل سال ۱۳۶۷ به فرماندهی لشکر ۷۷ پیروز خراسان منصوب شد و تا پایان جنگ در همین منصب باقی ماند. دوران فرماندهی او بر لشکر ۷۷ در سال ۱۳۶۸ به پایان رسیده و در سال ۱۳۷۰ با درجه سرتیپ دوم بازنشسته شد. سیابخش نصیری‌زیبا در سال ۱۳۹۲ در تهران درگذشت.

## پی‌نوشت‌ها
1. ↑  سجادی و  حسین‌احمدی، «فرماندهان دفاع مقدس…»، مجله صف، ۷۰.
2. ↑  سجادی و  حسین‌احمدی، «فرماندهان دفاع مقدس…»، مجله صف، ۷۰.
3. ↑  «پیکر یکی از فرماندهان…»،  ایرنا.
4. ↑  سجادی و  حسین‌احمدی، «فرماندهان دفاع مقدس…»، مجله صف، ۷۳.
5. ↑  سجادی و  حسین‌احمدی، «فرماندهان دفاع مقدس…»، مجله صف، ۷۰.
6. ↑  سجادی و  حسین‌احمدی، «فرماندهان دفاع مقدس…»، مجله صف، ۷۰.
7. ↑  سجادی و  حسین‌احمدی، «فرماندهان دفاع مقدس…»، مجله صف، ۷۰.
8. ↑  سجادی و  حسین‌احمدی، «فرماندهان دفاع مقدس…»، مجله صف، ۷۰.
9. ↑  سجادی و  حسین‌احمدی، «فرماندهان دفاع مقدس…»، مجله صف، ۷۱.
10. ↑  تقی‌زاده، «"شمشیر پیروزی"…»، ایسنا.
11. ↑  «پیکر جانباز شهید نصیری‌زیبا…»،  باشگاه خبرنگاران جوان.
12. ↑  «برگزاری مراسم سومین روز…»،  شهرآرا آنلاین.

## برای مطالعهٔ بیشتر
- حیدری، زهرا (۱۳۹۱).  دهقان، احمد، ویراستار. قطعه‌ای از آسمان: میمک. تهران: بنیاد حفظ آثار و نشر ارزش‌های دفاع مقدس. صص. ۸–۱۷. شابک ۹۷۸-۶۰۰-۷۴۸۸-۵۵-۳.
- خیاطی، رجبعلی (۱۹ تیر ۱۳۹۶). «در زمره خانواده شهدا…». پایگاه جامع فرهنگ ایثار و شهادت. ۴۰۵۷۵۹. دریافت‌شده در ۳۰ مرداد ۱۳۹۷.
- سجادی انصاری، علی (۱۷ دی ۱۳۹۳). «نبردهای حماسی میمک». هیئت معارف جنگ شهید سپهبد علی صیاد شیرازی. بایگانی‌شده از اصلی در ۲۳ اوت ۲۰۱۸. دریافت‌شده در ۳۰ مرداد ۱۳۹۷.
- ناطقی، عزیز (۱۳۹۱).  مقدم، یاشار، ویراستار. دیروز، امروز (مفاخر آستارا). رشت: مکتوب آستارا. صص. ۹۸–۱۰۲. شابک ۹۷۸-۶۰۰-۹۰۹۵-۸۷-۲.
- «عبدالرحیم نصیری‌زیبا ساکن آستارا شکایت از اخراج بدون دلیل فرزندش سیابخش از امتحان ورودی دانشکده پلیسی». کتابخانه، موزه و مرکز اسناد مجلس شورای اسلامی. ۲۵ مرداد ۱۳۳۷. بایگانی‌شده از اصلی در ۲۳ اوت ۲۰۱۸. دریافت‌شده در ۲۳ اوت ۲۰۱۸.